# Wohnturm Senheim
Der Wohnturm Senheim (auch: Vogtei Senheim) ist ein historisches Gebäude in der Gemeinde Senheim.

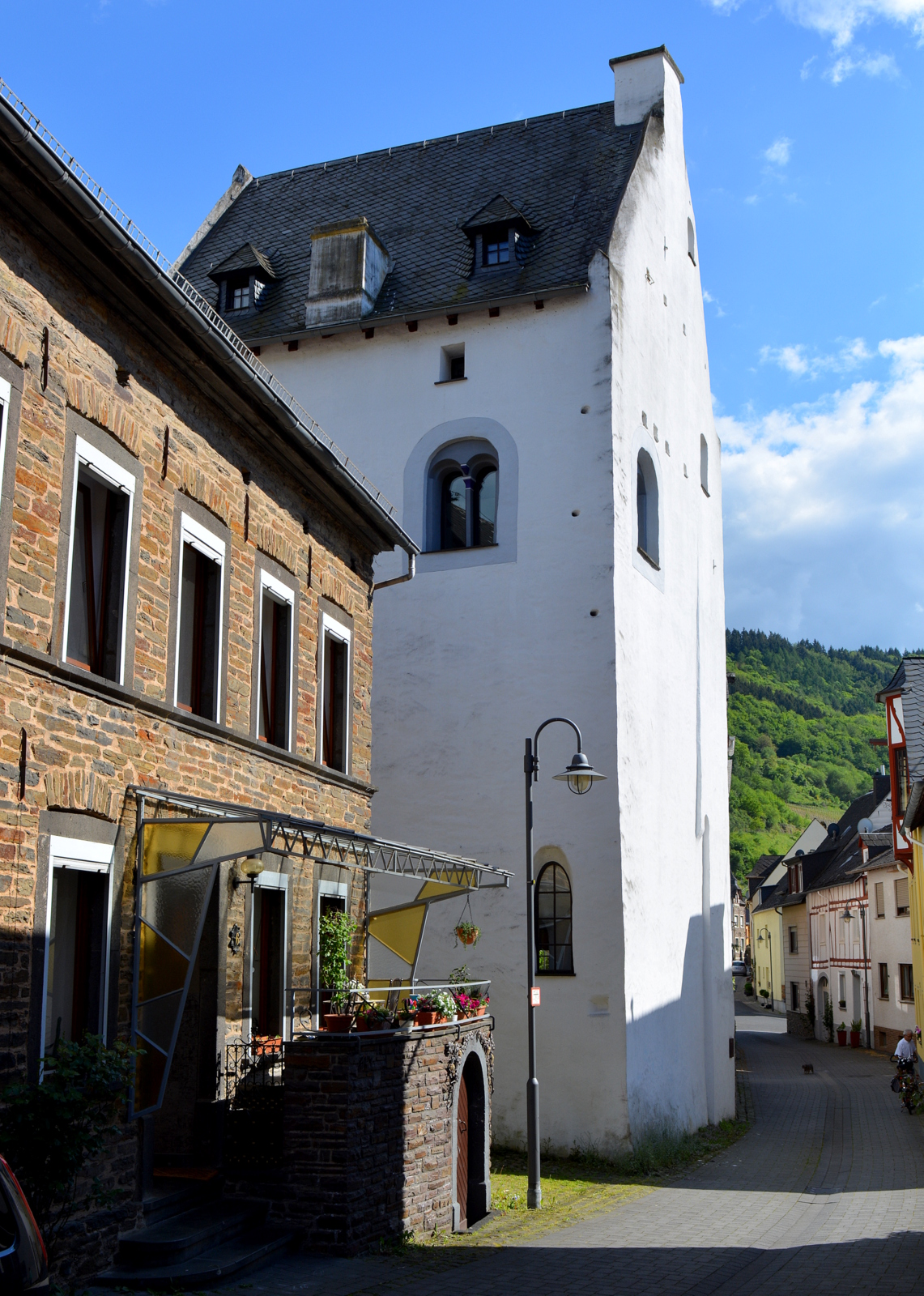
Wohnturm Senheim

## Lage
Der heute noch bestehende Turm war ein Bestandteil der Stadtbefestigung südlich des Ortskerns von Senheim (Vogtei 4), einer kleinen Ortsgemeinde am rechten Ufer der Mosel im Landkreis Cochem-Zell in Rheinland-Pfalz.

## Geschichte
Der Wohnturm war Wohnsitz der niederadligen Ritterfamilie von Senheim. 1323 ist Ritter Otto von Senheim als Besitzer nachgewiesen, als er Erzbischof Balduin von Trier sein Burghaus in Senheim am Klingelbach gelegen, übertrug. Dem Anschein nach, wohnte der Vogt des Ortes im Turm. Der Begriff der Vogtei ist später auf das Bauwerk übergegangen. Die Herren von Braunshorn waren im 14. Jahrhundert Inhaber der Vogtei, als Lehen der Grafen von Kleve. Die Braunshorner hatten die Vogtei wiederum an vor Ort ansässige Ritter weiterverlehnt. Im 14. Jahrhundert erhalten auch die Grafen von Sponheim Rechte an der Vogtei. Später sind verschieden adlige Familien im Besitz des Turmes. Der romanische Turm wurde in der ersten Hälfte des 13. Jahrhunderts während der Zeit der Staufer im damaligen Baustil errichtet. Das Erbauungsdatum des heute als Kulturdenkmal unter Denkmalschutz stehenden Turms ist nicht genau bekannt. Während die Ortschronik der Gemeinde Senheim sowohl „um 1200 n. Chr.“, „1220“ und „1240 +/− 5 Jahre aufgrund dendrochronologischer Untersuchungen“ angibt, wird in der Denkmalliste des Landkreises Cochem-Zell das Baujahr „um 1240“ genannt.
Beim Bau der Stadtmauer von Senheim um das Jahr 1307 wurden auch die Vogtei und der Turm mit einbezogen. Vom 13. Jahrhundert an bis zur Besetzung der Region durch französischen Revolutionstruppen war der Turm und die Vogtei der Amtssitz der Vögte der jeweiligen Landesherren. Während die übrigen Befestigungsbauwerke im Ort weitestgehend geschleift wurden, hat sich dieses bei dem Wohnturm aufgrund seines seinerzeit desolaten Zustandes offenbar nicht gelohnt, so dass er erhalten blieb. Bei dem Stadtbrand am 13. August 1839, bei dem weite Teile Senheims niederbrannten, blieb der Vogteiturm unversehrt.

## Beschreibung
Der Turm besitzt eine Grundfläche von 7,7 m × 9,5 m. Er hatte zunächst drei Geschosse über dem Kellergewölbe sowie ein recht flaches, auf einem Kniestock aufgesetztes Dach. Auf jeder Etage befand sich jeweils nur ein Raum. Die Höhe bis zum Dachansatz betrug 12 Meter. In den Jahren 1471/72 fand ein Umbau statt. Seitdem besitzt er vier Etagen und ein steiles Satteldach zwischen den beiden Giebelseiten. Gleichzeitig wurden im Inneren Zwischenwände in Fachwerkbauweise eingezogen. Der aus Stein erbaute Turm ist verputzt und weiß gestrichen.

## Heutige Nutzung
Der 1985 sanierte Turm befindet sich heute im Privatbesitz des Bildhauers und Zeichners Christoph Anders, der ihn als Atelier und für Ausstellungen nutzt und selbst bewohnt.